# Vilhena delicata
Genre
Espèce
Vilhena delicata, unique représentant du genre Vilhena, est une espèce d'opilions laniatores de la famille des Assamiidae.

## Distribution
Cette espèce est endémique d'Angola. Elle se rencontre vers Dundo.

## Description
L'holotype mesure 2,8 mm.

## Publication originale
- Lawrence, 1949 : « A collection of Opiliones and Scorpions from North-East Angola made by Dr. A. de Barros Machado in 1948. » Publicações Culturais Companhia de Diamantes de Angola, vol. 1949, p. 1–20.